# Rüdiger Meindl
Rüdiger Meindl (* 22. Februar 1940 in Mannheim; † 31. Mai 2002 ebenda) war ein deutscher Radrennfahrer und nationaler Meister im Radsport.

## Sportliche Laufbahn
Meindl war ein erfolgreicher Radrennfahrer und Mitglied im Verein RRC Endspurt Mannheim. Vor seiner Karriere als Radsportler spielte er Fußball im Verein VfR Mannheim. Bernd Rohr, der in seiner Nachbarschaft wohnte, brachte ihn im Herbst 1958 zum Radsport.
Meindl gewann 1961 seinen ersten nationalen Titel bei den Meisterschaften im Mannschaftszeitfahren gemeinsam mit Bernd Rohr, Klaus May und Karlheinz Hinschütz. 1962 verteidigte der Vierer aus Mannheim diesen Titel. Auch im Bahnradsport gewann Meindl Meistertitel. Mit Hans Mangold, Bernd Rohr und Klaus May gewann er ebenfalls 1961 die Meisterschaft in der Mannschaftsverfolgung. 1963 gewann sein Vierer dann Silber. Mit Hans Mangold als Partner konnte er die Meisterschaft im Zweier-Mannschaftsfahren für sich entscheiden. Dabei siegten beide mit null Wertungspunkten, hatten aber eine Runde Vorsprung herausgefahren, die Meindl initiiert hatte. Auf der Straße siegte er erneut im Meisterschaftsrennen im Mannschaftszeitfahren.
1964 kamen eine Silbermedaille in der Mannschaftsverfolgung und 1965 im Mannschaftszeitfahren sowie Bronze im Tandemrennen dazu. Für den Bund Deutscher Radfahrer startete er mehrfach bei Länderkämpfen im Bahnradsport. Mit nur 24 Jahren beendete Meindl seine Laufbahn. Er trat wieder im Fußball an und spielte in der Regionalliga.